# Rue Linné
Rue Linné je ulice v Paříži. Nachází se ve 5. obvodu. Ulice je pojmenována po švédském botanikovi Carlovi Linném.

## Poloha
Ulice vede od křižovatky s Rue Geoffroy-Saint-Hilaire a končí na Place Jussieu u křižovatky s Rue Jussieu.

## Historie
Rue Linné stejně jako Rue Geoffroy-Saint-Hilaire byla původně součástí Rue du Faubourg-Saint-Victor.

## Zajímavé objekty
- dům č. 2: Cuvierova fontána na rohu s Rue Cuvier
- dům č. 4: na dvoře se nacházejí arkády, což jsou pozůstatky bývalého opatství svatého Viktora
- dům č. 9: původně dívčí škola při klášteru Kongregace Panny Marie. Uzavřena v roce 1790, znovu otevřena 1821 a opět uzavřena roku 1860.
- dům č. 13: bydlel zde francouzský spisovatel Georges Perec
- dům č. 15: bydlel zde francouzský spisovatel Stanislas Fumet (1896–1983)
- dům č. 25: původně součást kláštera sv. Viktora, nově využíván jako společenský dům
- Fontána svatého Viktora – barokní fontána z roku 1686 na rohu s Rue Cuvier, zbořena roku 1840.